# Henri Mollin
Henri Julien Mollin (* 17. Dezember 1958 in Antwerpen) ist ein ehemaliger belgischer Skirennläufer.

## Biographie
Henri Mollin entstammt einer sportbegeisterten Familie. Sein Großvater Bart und sein Großonkel Piet Mollin waren in den 1920er Jahren als Ringer erfolgreich. Sein Vater Maurice Mollin war erfolgreicher Radsportler.
Henri Mollin gewann seine ersten Weltcuppunkte am 8. Dezember 1979 mit Rang 13 bei der Kombination von Val-d’Isère. Zwei Monate später nahm er erstmals an Olympischen Winterspielen teil. Bei den Wettkämpfen in Lake Placid erreichte er seine den 24. Platz in der Abfahrt als bestes Ergebnis. Da die Spiele von Lake Placid gleichzeitig auch als Alpine Skiweltmeisterschaften gewertet wurden, ist dies das beste Ergebnis Mollins bei einem internationalen Großereignis.
Seine letzten internationalen Rennen bestritt Mollin vier Jahre später bei den Olympischen Winterspielen in Sarajevo, danach ist er nicht mehr als Rennläufer in Erscheinung getreten.
Sein Sohn Bart war ebenfalls als Skirennläufer aktiv.

## Erfolge

### Olympische Winterspiele
- Lake Placid 1980: 24. Slalom, 33. Abfahrt, DNF Riesenslalom
- Sarajevo 1984: 46. Abfahrt, DNF Riesenslalom, DNF Slalom

### Weltmeisterschaften
- Schladming 1982: 28. Alpine Kombination[1], 37. Abfahrt[2]

### Weltcup
- 4 Platzierungen unter den besten 15